# Сейл, Форест
Форест Э. «Эгги» Сейл (англ. Forest E. "Aggie" Sale; 25 июня 1911, Лоуренсберг, штат Кентукки, США — 4 декабря 1985, Лексингтон, штат Кентукки, США) — американский баскетболист, запомнившийся своими выступлениями на студенческом уровне. Играл на позиции центрового и тяжёлого форварда.

## Ранние годы
Форест Сейл родился 25 июня 1911 года в городе Лоуренсберг (штат Кентукки), учился там же в средней школе Кавано, в которой играл за местную баскетбольную команду.

## Студенческая карьера
В 1933 году закончил Кентуккийский университет, где в течение трёх лет играл за команду «Кентукки Уайлдкэтс», в которой провёл успешную карьеру под руководством тренера, члена Зала славы баскетбола, Адольфа Раппа, набрав в 50 матчах 627 очков (в среднем 12,5 за игру). При Сейле «Уайлдкэтс» первые два сезона выступали в Южной конференции, а последний — в Юго-Восточной конференции, выиграв в последние два года регулярный чемпионат и турнир Южной и Юго-Восточной конференции (1932—1933), но ни разу разу не выходив в плей-офф студенческого чемпионата США.
В сезонах 1931/1932 и 1932/1933 годов Сейл становился самым результативным игроком команды, набрав 235 и 330 очков (13,82 и 13,75 очка в среднем за игру соответственно). В 1933 году Форест Сейл признавался баскетболистом года среди студентов по версии Helms Foundation, включался в первую сборную всех звёзд Юго-Восточной конференции и сборную всех звёзд турнира Юго-Восточной конференции, а также два года подряд включался во всеамериканскую сборную NCAA. Кроме того в сезоне 1932/1933 годов «Дикие коты» стали чемпионами Хелмс Фундэйшн, проиграв всего три игры из 24-х. Свитер под номером 19, под которым он выступал за «Кентукки Уайлдкэтс», был изъят из обращения и вывешен под сводами «Рапп-арены», баскетбольной площадки, на которой «Дикие коты» проводят свои домашние матчи.

## Дальнейшая деятельность и смерть
После окончания студенческой карьеры Сейл работал учителем истории и баскетбольным тренером в школах Кавано и Харродсберг. В конце Второй мировой войны он в течение года служил в Военно-морских силах США (1944—1945), по окончании которой вернулся на должность учителя и тренера. В 1964—1967 годах он руководил собственным магазином по продаже спортивных товаров. В 1971 году Сейл начал политическую карьеру, став членом демократической партии Палаты представителей штата Кентукки от 55-го района и прежде чем завершить её четыре раза переизбирался на эту должность.
Форест Сейл умер в среду, 4 декабря 1985 года, от сердечного приступа на 75-м году жизни в госпитале Святого Джозефа города Лексингтон (штат Кентукки).